# Phrurolithus flavipes
Phrurolithus flavipes is een spinnensoort uit de familie van de Phrurolithidae.
De wetenschappelijke naam van de soort werd in 1872 gepubliceerd door Octavius Pickard-Cambridge.